# Limeux (Cher)
Limeux ist eine französische Gemeinde mit 171 Einwohnern (Stand: 1. Januar 2022) im Département Cher in der Region Centre-Val de Loire; sie gehört zum Arrondissement Vierzon und zum Kanton Mehun-sur-Yèvre.

## Geografie
Limeux liegt etwa 21 Kilometer westlich von Bourges und etwa 16 Kilometer südsüdöstlich von Vierzon. Umgeben wird Limeux von den Nachbargemeinden Cerbois im Norden, Preuilly im Osten und Nordosten, Plou im Süden und Südosten sowie Lazenay im Süden und Westen.

## Bevölkerungsentwicklung
| Jahr      | 1962 | 1968 | 1975 | 1982 | 1990 | 1999 | 2006 | 2018 |
| Einwohner | 169  | 163  | 144  | 133  | 158  | 145  | 148  | 163  |

Quellen: Cassini und INSEE

## Sehenswürdigkeiten
- Kirche Saint-Martin aus dem 11. Jahrhundert
- Schloss Saragosse aus dem 14. Jahrhundert, Umbauten aus dem 17. Jahrhundert, Monument historique seit 1997
- Prioratskirche Saint-Laurent in Manzay, seit 1926 Monument historique

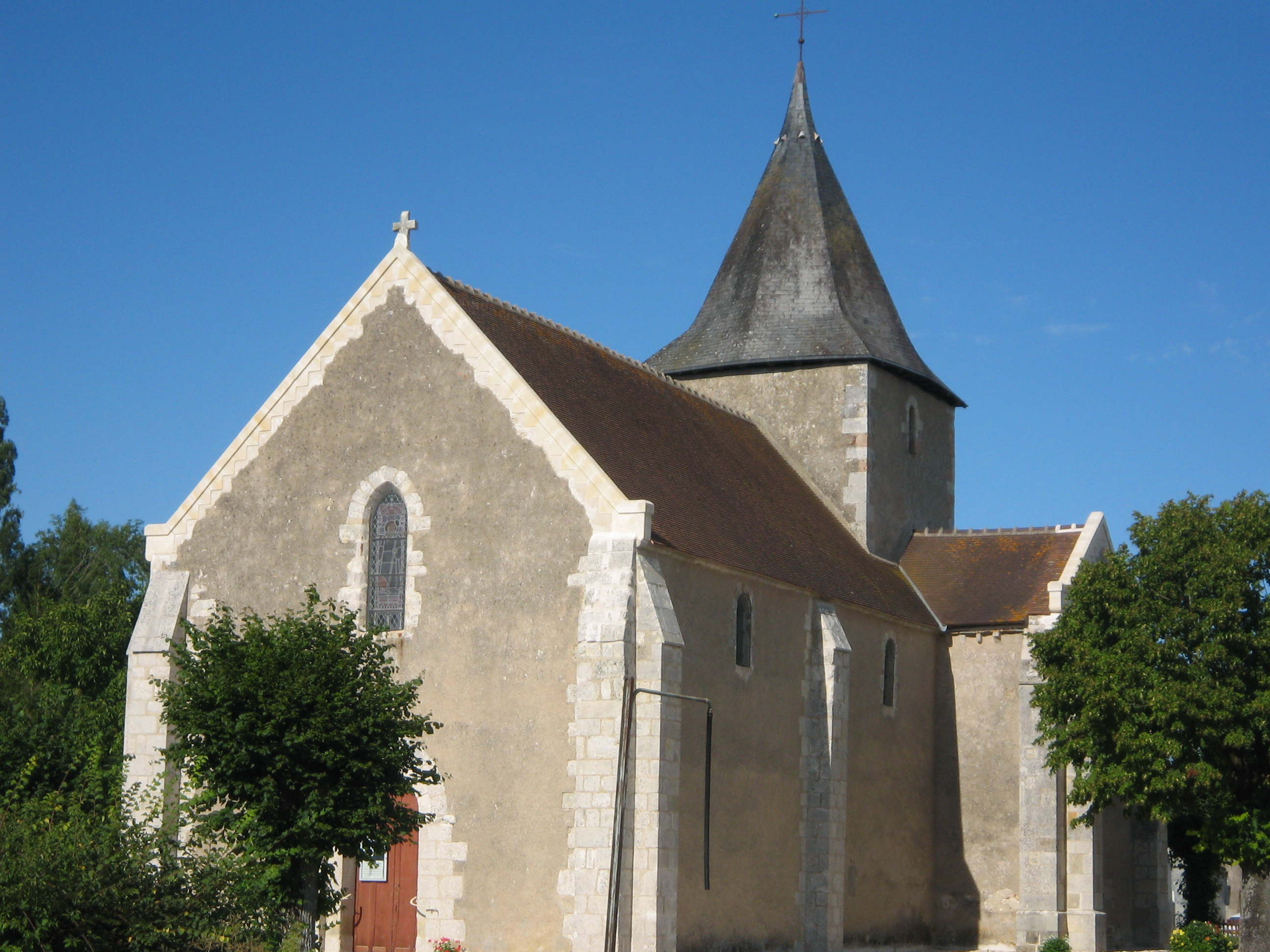
Kirche Saint-Martin
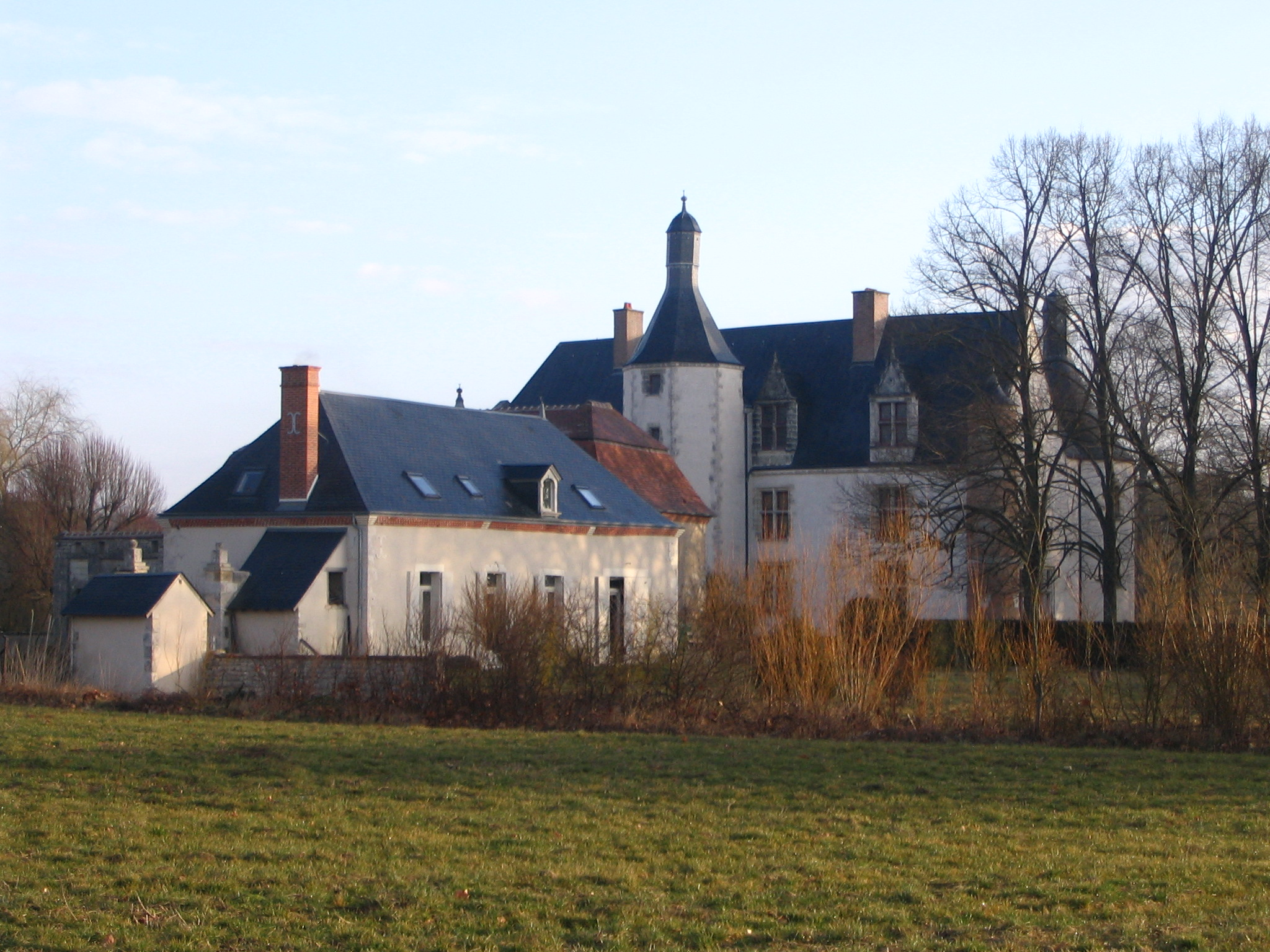
Schloss Saragosse